# Fontinalis antipyretica
Fontinalis antipyretica là một loài Rêu trong họ Fontinalaceae. Loài này được Hedw. mô tả khoa học đầu tiên năm 1801.

## Hình ảnh

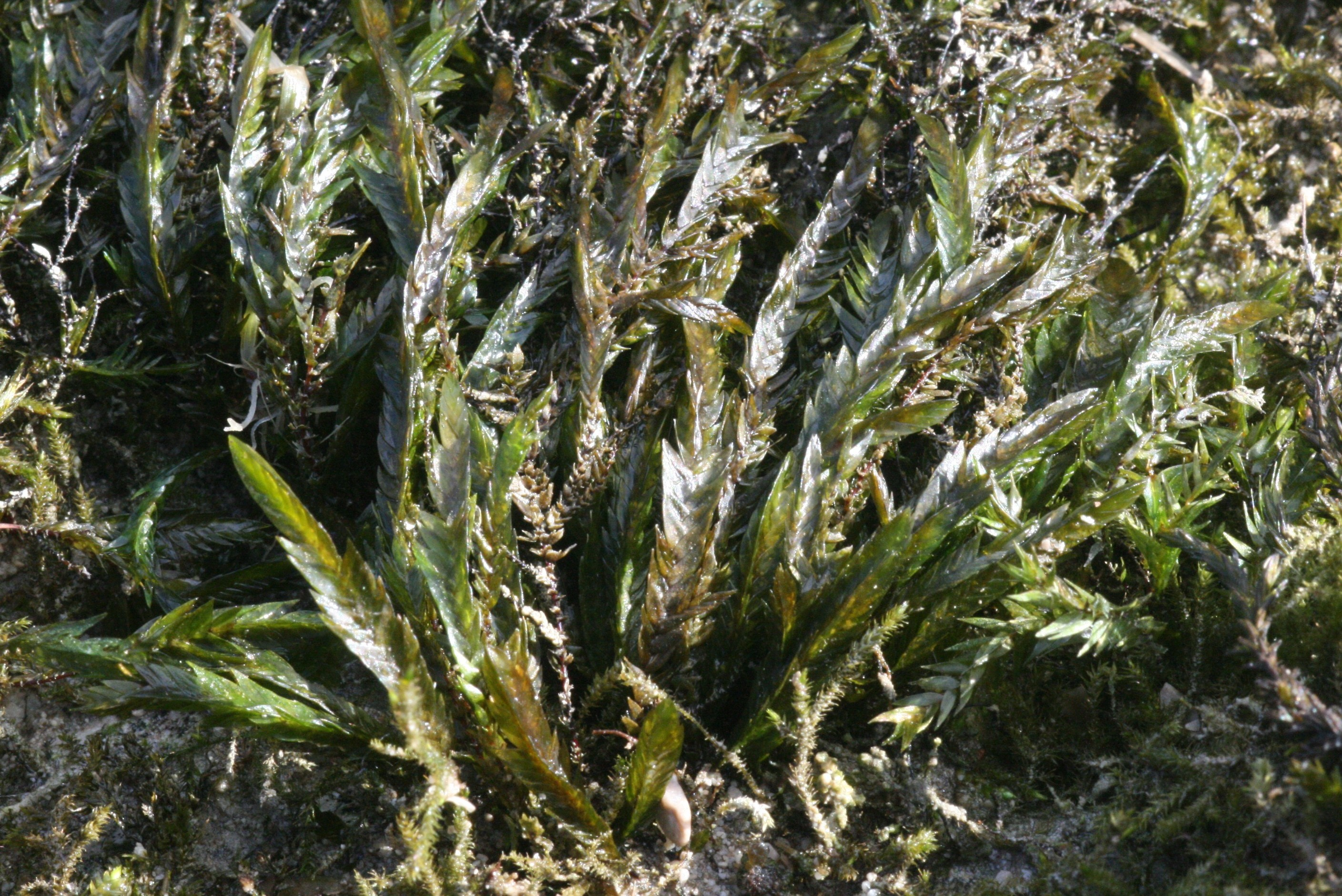
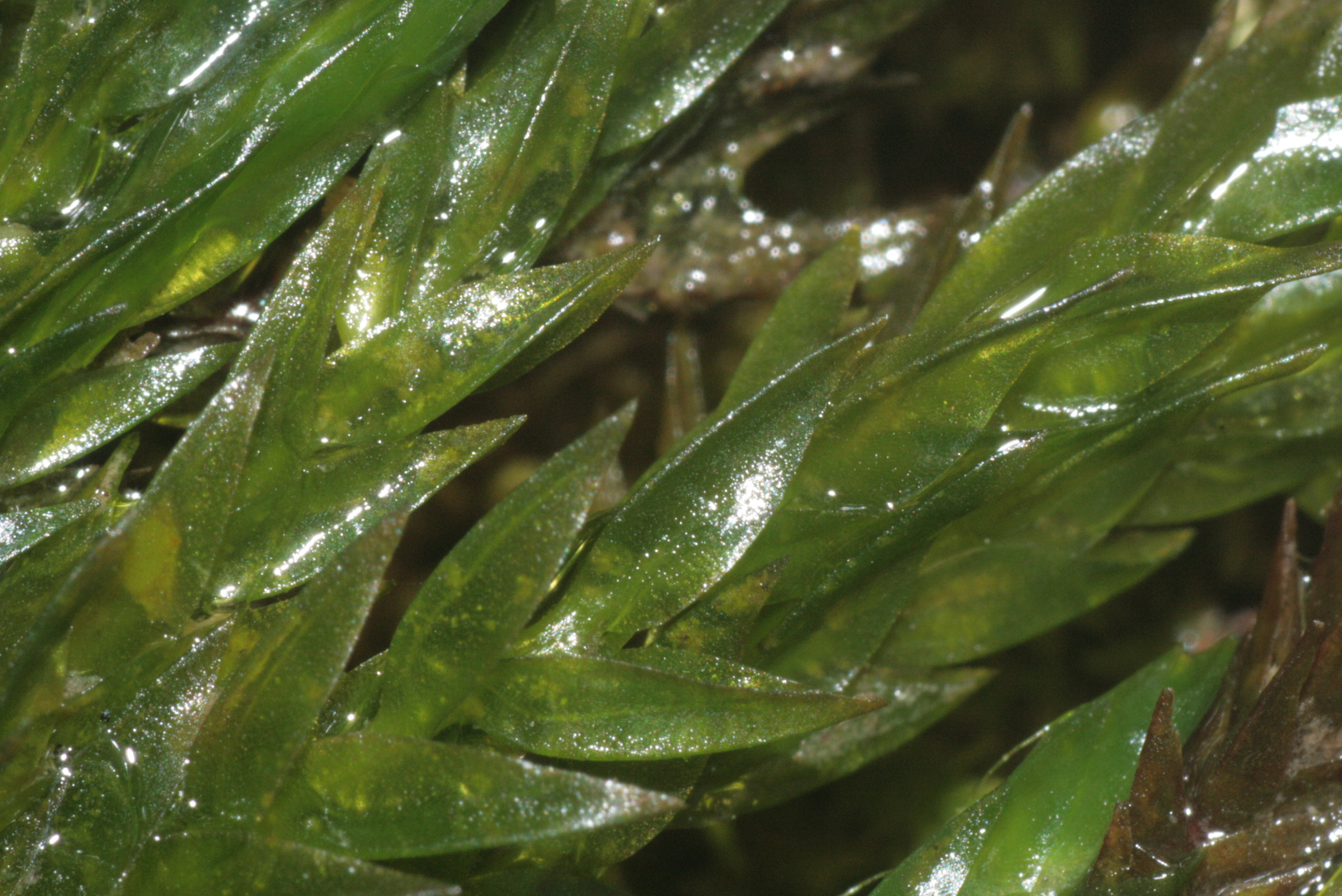
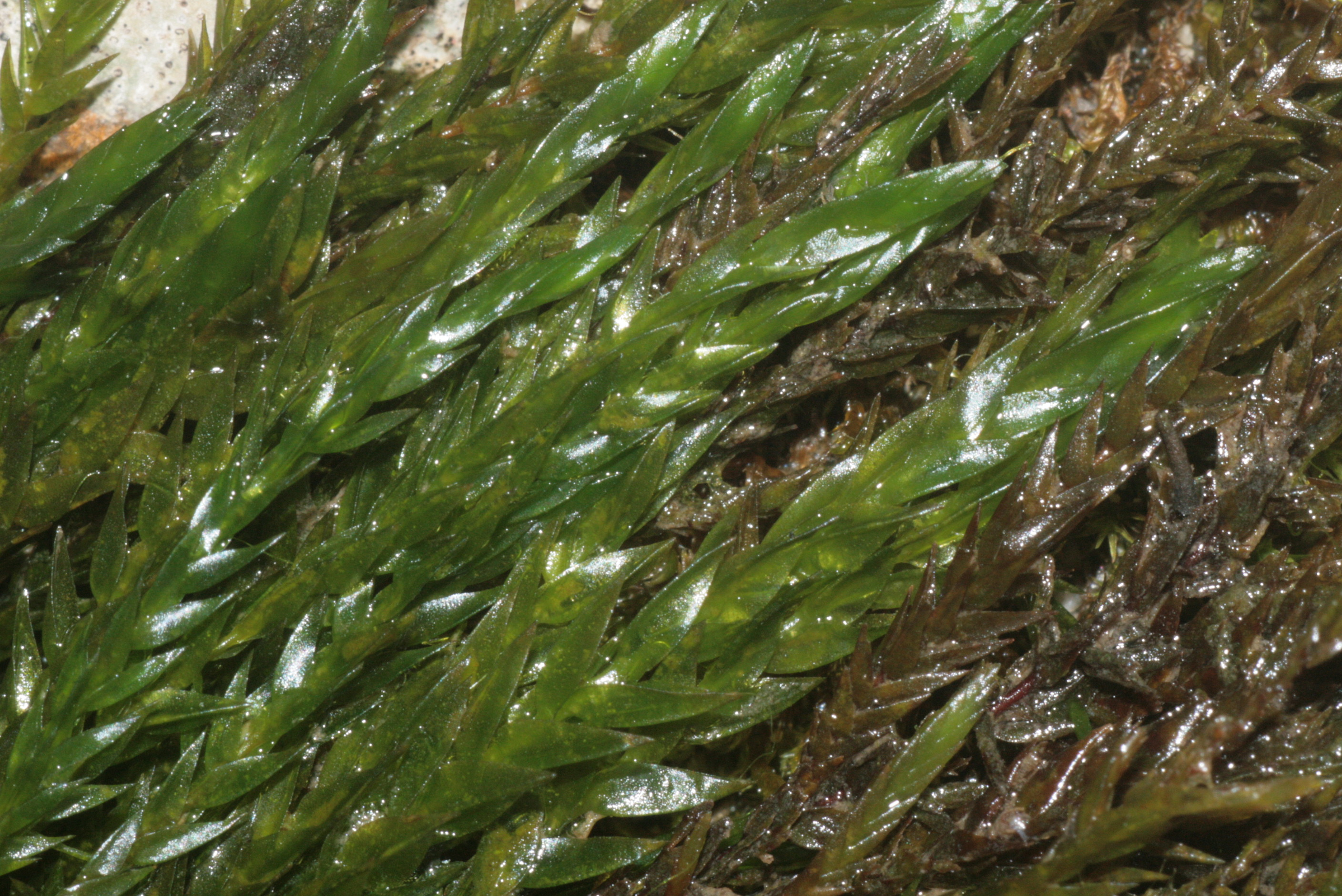
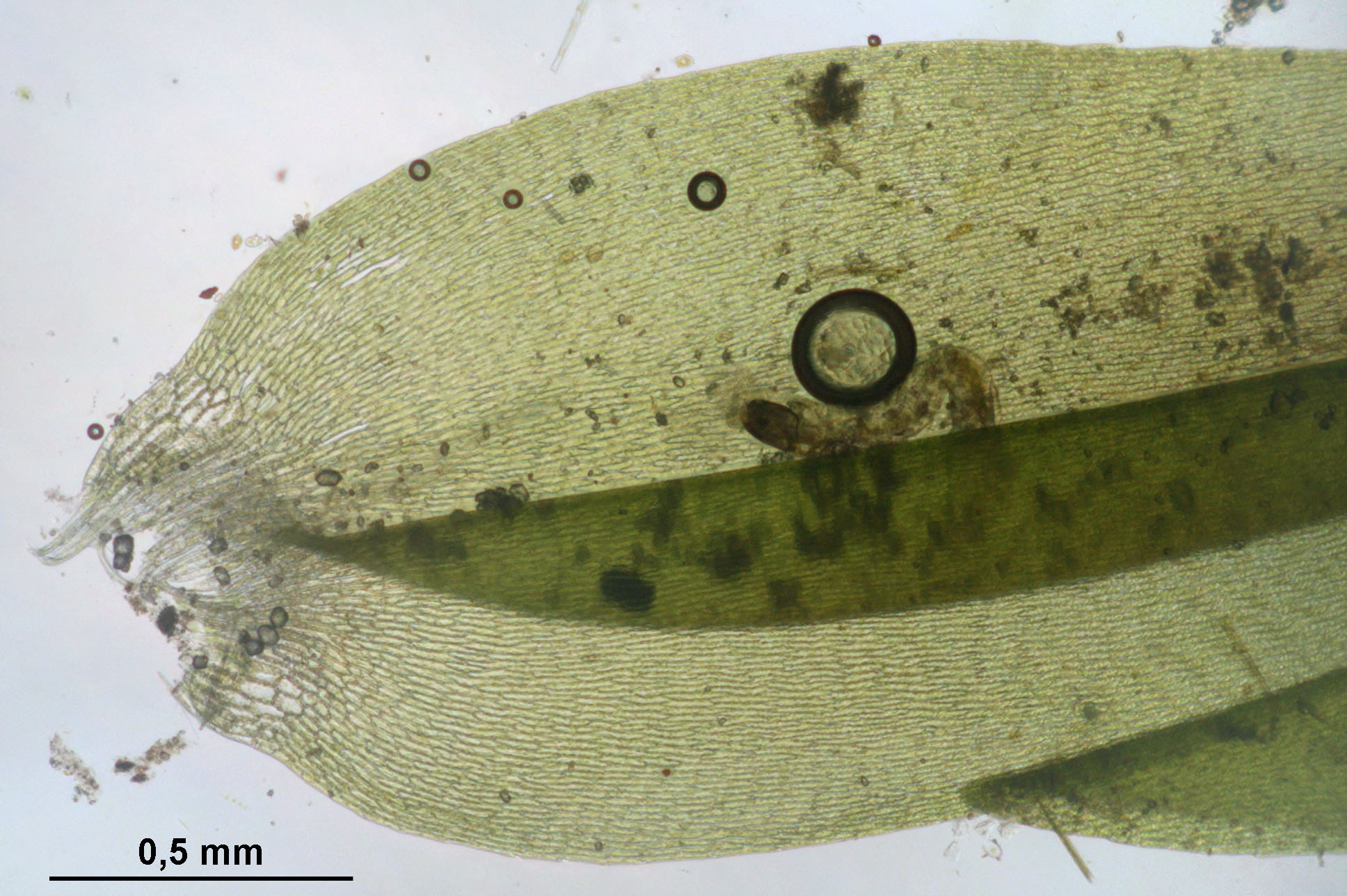